# دونا كوركوران

رائعة هذه المقالة
دونا كوركوران (بالإنجليزية: Donna Corcoran)‏ هي ممثلة أمريكية، ولدت في 29 سبتمبر 1942 في الولايات المتحدة.

## وصلات خارجية
- دونا كوركوران على موقع IMDb (الإنجليزية)
- دونا كوركوران على موقع قاعدة بيانات الفيلم (الإنجليزية)